# لارس إنغستروم
لارس إنغستروم (بالسويدية: Lars Magnus Engström)‏ (و. 1867 – 1951 م) هو قس، من السويد، توفي عن عمر يناهز 84 عاماً.